# Maria Redaelli
Maria Redaelli (Inzago, 3 april 1899 – Novate Milanese, 2 april 2013) was een Italiaanse supereeuwelinge en van 8 juni 2012 tot aan haar overlijden op 2 april 2013 de oudste levende persoon van Europa. Ze overleed één dag voor haar 114e verjaardag.
Redaelli kreeg samen met haar man Gaspare Granoli twee kinderen, van wie er één al overleden was ten tijde van haar dood. Zij werkte tot haar 55e in de textielindustrie. In 1974 verhuisde het echtpaar naar Novate Milanese. In 2004 werd zij bezocht door voetballer Ivan Ramiro Cordoba; Redaelli doneerde een deel van haar pensioen aan de liefdadigheidsorganisatie van Cordoba.
Na haar overlijden werd Emma Morano, eveneens Italiaanse, officieel de oudste levende persoon van Europa, en drie jaar later - sinds 12 mei 2016 - zelfs van de wereld.